# دکتر هو (سری ۷)
سری هفتم سریال علمی-تخیلی بریتانیایی دکتر هو در تاریخ ۱ سپتامبر ۲۰۱۲ تا ۱۸ مه ۲۰۱۳ به نمایش در آمد و در اصل بخش دوم سری قبل بود.